# A cidade é uma só?
A cidade é uma só? é um filme brasileiro de 2013, do gênero docuficção, ou seja, que conjuga elementos do documentário com a ficção, dirigido por Adirley Queirós. É produzido por Adirley Queirós  e André Cavalheira, se passa na cidade de Ceilândia e tem como atores principais Nancy Araújo, Dilmar Durães e Marquinhos da Tropa. Produzido parcialmente com o edital “Brasília: 50 anos” do Ministério da Cultura e TV Brasil, o título do filme “A cidade é uma só?” faz uma alusão ao jingle da Campanha de Erradicação das Invasões (CEI), encabeçada na década de 1970 na capital Brasília pelo governo do Distrito Federal. A campanha teve como objetivo remover coercitivamente a população pobre e trabalhadora que se instalou nos arredores da construção de Brasília, e a “realocar” nas cidade-satélite. O longa-metragem ganhou o prêmio de Melhor Filme escolhido pela crítica na 15ª Mostra de Cinema de Tiradentes e Menção Honrosa de Melhor Filme na Semana dos Realizadores.

## Sinopse
O filme contorna-se sobre três personagens: Nancy, Dildu, e Zé Roberto. Nancy foi uma das crianças das ditas “Invasões” que, nos anos de 1970, foram escolhidas pelo governo para gravar o jingle da Campanha de Erradicação das Invasões (CEI), de nome “A cidade é uma só”. Sua importância no filme se dá pelo fato de que ela vivenciou o processo e, nesse sentido, seu testemunho possui legitimidade, sobretudo, para contestar e dar base para a transformação do tom afirmativo do mote e jingle da Campanha “A cidade é uma só” em uma enorme interrogação. O anticandidato político Dildu trabalha como faxineiro em Brasília e, cansado de estar “fora” do Plano, lança sua candidatura para deputado distrital por acreditar que a única maneira de estar “dentro” do Plano seria através do funcionalismo público. Anticandidato por estar também fora das lógicas e convenções do poder, o que é evidente na falta de recursos e mobilização em torno de sua pobre campanha eleitoral . O potencial desse personagem, que se dirige à CEI do presente e do passado nos auto-falantes do carro velho e desgastado usado para sua campanha, é justamente inverter, confrontar e recriar a memória da cidade-satélite. Zé Roberto, por outro lado, vende lotes nos arredores de Ceilândia. Sua atuação evidencia um processo de especulação imobiliária na região, resultado do processo de ocupação e loteamento irregular promovidos pela Campanha, que, atualmente, coloca as populações de Ceilândia em risco de maior marginalização.

## Contexto histórico
A Campanha de Erradicação das Invasões foi criada em 1970 pelo então governador do Distrito Federal Hélio Prates da Silveira, e presidida pela primeira-dama Vera Prates da Silveira, sob o discurso de harmonização dos serviços públicos e contra aquilo que se chamou “favelização”. Removeu-se coercitivamente as populações da Vila do IAPI; das Vilas Tenório, Esperança, Bernardo Sayão e Colombo; dos morros do Querosene e do Urubu; e Curral das Éguas e Placa das Mercedes  direção à regiões distantes da capital e onde, ao contrário do discurso oficial, inexistia quaisquer condições de habitação. Pode-se notar que esse processo remonta não só à construção da cidade de Brasília ou ao período de Ditadura Militar em que se operou, mas ao processo amplo do capitalismo de expropriação da terra e dos trabalhadores e trabalhadoras rurais bem como do predomínio do latifúndio.
Foi exatamente à época da Campanha de Erradicação das Invasões, ou seja, nas décadas de 1970 e 1980 que o Brasil vivenciou, com maior intensidade, o êxodo rural que é a saída massiva da população do campo em direção aos espaços urbanos. É importante lembrar que essa “saída” do campo para a cidade não é espontânea, mas produto desse processo de expropriação capitalista e do modelo de latifúndio estabelecido no Brasil. No caso da cidade de Brasília, pode-se entender a própria iniciativa de sua construção como uma síntese máxima desse processo, que se iniciou no período Vargas sob a ideia e projeto de “Marcha para o Oeste”, que significava justamente ocupar e explorar o Centro-Oeste do país.
O governo se mobilizou de várias formas no sentido de fazer com que os trabalhadores rurais migrassem em direção a essas regiões no interior do país na crença de uma vida melhor e com mais oportunidades. O empreendimento da construção da nova capital, foi também anunciado pelo governo com a promessa de uma nova vida cheia de oportunidades para os trabalhadores que se dispusessem a migrar e trabalhar para a Companhia Urbanizadora da Nova Capital (Novacap). De acordo com dados, a maior parte desses trabalhadores vinham do Norte e do Nordeste brasileiros, os chamados candangos.
De acordo com o censo daquele ano, esses 256 primeiros migrantes procediam, na maioria, do Norte e do Nordeste do país. Eram os primeiros “candangos”, como ficaram conhecidos aqueles trabalhadores pioneiros, que vinham atraídos pela possibilidade de um novo começo e novas oportunidades. Saíam da terra natal com uma mala e pouquíssimo dinheiro — às vezes nem isso, só com a roupa do corpo — e lotavam a carroceria dos caminhões para viajar 45 dias em estradas 
precárias, de terra batida, até o local demarcado para a construção de Brasília, onde só havia mato e poeira.
Pouco a pouco, com um alto volume de migrações para a nova capital, cresciam também os barracos em seus arredores. O que começou com centenas de barracos de madeira, a chamada Candangolândia, que tinha prevista a sua destruição assim que a inauguração da cidade ocorresse, tornou-se em pouco tempo uma enorme cidade-satélite: o Núcleo Bandeirante. No caso de Ceilândia, objeto do filme “A cidade é uma só?”, seus moradores vinham da Vila IAPI, uma ocupação composta por quase 100 mil moradores nos arredores da construção de Brasília que foram removidos coercitivamente em um exemplo trágico de como o discurso oficial de uma nova vida, com novas oportunidades, não só não se processou na realidade como faz parte de um projeto de conformação do espaço e do território altamente excludente e próprio da dinâmica capitalista e autoritária que se processou no Brasil.
A erradicação da Vila do IAPI se constitui no exemplo mais marcante deste período devido à forma como se processou a sua remoção, bem como à sua dimensão. Composta de 12.000 barracos, com uma população de 82.000 pessoas, foi removida contra a vontade de seus moradores para um local sem infra-estrutura urbana ou comunitária, localizado cerca de 30 km da construção de Brasília.